# ファイナルファンタジータクティクス
『ファイナルファンタジータクティクス』（FINAL FANTASY TACTICS、略称: FFT）は、1997年6月20日にスクウェア（現・スクウェア・エニックス）より発売されたPlayStation用のシミュレーションRPG。ファイナルファンタジーシリーズの外伝的な作品である。
シミュレーションRPGとしては日本国内史上最高の本数記録となる135万本を販売した。その後も幾度か廉価版が販売されたほか、2009年5月13日にはゲームアーカイブスで配信された。
のちに『ファイナルファンタジータクティクス 獅子戦争』（英語：FINAL FANTASY TACTICS: The War of the Lions）のタイトルで移植されており、PlayStation Portable版が2007年5月10日に発売され、国内出荷40万本・実売35万本弱を販売した。その後iOS版が2011年8月4日、Android版が2013年2月14日に配信された。
2025年9月30日にリマスター版となる『ファイナルファンタジータクティクス - イヴァリース クロニクルズ』が発売予定（後述）。

## 概要
ファイナルファンタジーシリーズ初のシミュレーションRPGである。製作スタッフにはクエストより移籍してきた松野泰巳（ディレクション・シナリオ担当）・吉田明彦（キャラクターデザイン担当）が参加しており、『タクティクスオウガ』のシステムと、『ファイナルファンタジー』・『ファイナルファンタジーIII』・『ファイナルファンタジーV』の「ジョブチェンジ」が組み合わされている。全編を通して主要キャラクターの殺戮が繰り返されるなど血生臭い描写が多い。
PSの通常版には『サガ フロンティア』の体験版が同梱されていた。1997年の本編発売後「スクウェア ミレニアム コレクション」第一弾として、特製時計・特製トランプと、ピクチャーレーベル仕様のオリジナル版本編ソフトとセットで、『スクウェアミレニアムコレクション ファイナルファンタジータクティクス』が、2000年6月29日に発売されている。

## ストーリー
国家間の問題や貧富の差が題材の社会派ストーリーであり、それが歴史的描写という視点で展開される。前半は身分や貧富から生まれる格差、そこから生まれる考え方、そして生き方の違いまでを目の当たりにし、苦悩する主人公の成長を中心に描き、後半では諸勢力による謀略や内戦と、それらに巻き込まれていく主人公を中心にストーリーが展開される。

### 概略
かつてイヴァリースを二分して争われた後継者戦争「獅子戦争」は、ディリータという名の若き英雄の登場によって幕を閉じた。一人の無名の若者が立ち上がり、雄々しく戦い、英雄となり戦争を収める。イヴァリースで暮らす者ならば誰もが知っている英雄譚ではあるが、歴史学者アラズラムが入手した「デュライ白書」によると、本当の英雄は歴史に名前が残っていない、名門ベオルブ家の末弟であるという。しかし、教会によれば神を冒涜し国家の秩序を乱した元凶そのものだという。プレイヤーはどちらが「真実」なのか、アラズラムと共に「真実」を探求する旅へと出かけることになる。

### 章構成
ストーリーは重要な事件を挟みながら4章に分けて展開される。
プロローグ
獅子戦争のきっかけであるオヴェリア王女誘拐事件の舞台となった、オーボンヌ修道院。王女の護衛のためにオーボンヌ修道院に出向いた北天騎士団の傭兵ラムザは、王女誘拐犯の中にかつての親友・ディリータの姿を目撃する。
チャプター1 「持たざるもの（THE MEAGER）」
オヴェリア王女の誘拐事件から時を遡ること一年、騎士の名門ベオルブ家の末弟であるラムザは、親友ディリータと共に王立士官アカデミーに通っていた。当時のイヴァリースは五十年戦争の敗北により治安が乱れており、強盗や殺人が日常的に横行していた。
チャプター2 「利用する者される者（THE MANIPULATOR & THE SUBSERVIENT）」
ディリータと袂を分かつこととなったジークデン砦の戦いから一年。北天騎士団の一員から傭兵へと身を落としたラムザは、オヴェリア王女を連れ去ったディリータの真意を確かめるべく、王女奪還を目指す騎士アグリアスに同行を申し出る。
チャプター3 「偽らざる者（THE VALIANT）」
獅子戦争勃発から3か月、戦局は膠着し、領民達は物資不足と重税により疲弊し切っていた。伝説上の存在と思われていた聖石の力を目の当たりにしたラムザは、獅子戦争の背後に何者かの存在を感じ取り、それを兄・ザルバッグに伝えるべく、王都ルザリアを目指していた。
チャプター4 「愛にすべてを（SOMEBODY TO LOVE）」
イヴァリース全土に拡大した獅子戦争は、両陣営の決着を急ぐ動きから新たな局面を迎えようとしていた。一方ラムザは、リオファネス城の戦いを経て、妹・アルマを連れ去った一人の神殿騎士が全ての黒幕であると確信する。

## システム
本作はクォータービューの戦略シミュレーションRPGであり、フィールドの探索よりも戦闘に重点が置かれている。

### 戦闘システム
戦闘は箱庭状の3次元的なマップで繰り広げられる。本作の戦闘システムはこれに時間を加えて4Dバトルと名づけられている。FFシリーズのアクティブタイムバトルに似たシステムを持っており、戦闘が始まると各自のスピードに応じてチャージタイム (CT) 値が溜まっていく。最初に最大値の100になったユニットがアクティブターンとなり、ユニットを移動させる「移動」と、攻撃やユニットの持つアビリティを使用できる「行動」のコマンドを行うことができる。どちらか、もしくはどちらも行わずに「待機」することで次にCT値を若干保持しておくこともできる。そのユニットのアクティブターンが終了すると、再び全ユニットのCT値が溜まりはじめる。この繰り返しで戦闘は進んでいく。各ユニットがアクティブターンになる順番をあらかじめ確認することができ、これを活用して戦略を練ることが重要となる。
武器や技によって射程が違い、それも戦闘フィールドの高低差によって補正を受けるため、どの行為が使えるかといった判別が難しい。高低差は移動にも制限をかけるため、計算的にどこまで移動できるか完全に把握しにくい。魔法をはじめとする一部のアクションアビリティは、行動決定から実際に行動するまでにCTを要し、アビリティのCT中に攻撃を受けると大ダメージは免れないため、相手の隙をつくような使い方が求められる。また、行動の予想ダメージ・回復量や命中率が行動前に表示されるため、それを元に最善の行動を探っていくことができる。
ダメージを受け、HPが0になると戦闘不能になる。ユニットが戦闘不能になってから3回行動ターンが回ると、そのユニットはアビリティの継承かHP・MPの全回復ができるクリスタル、もしくは装備・回復アイテムの一つを入れた宝箱に変化する。こうなるとそのユニットは死亡扱いになり、二度と使用することができなくなる。主人公のラムザがこの状態になるとゲームオーバーとなる。勝利条件に無関係なゲストユニットはこれに当てはまらない。逆に、勝利条件に関係あるゲストユニットがいる場合、そのユニットが戦闘不能になるだけでゲームオーバーとなる。
戦闘は2種類あり、1つはイベントやストーリーの都合上、強制的に発生するイベントバトルと、もう一つはフィールド移動中のランダムバトルが設けられている。イベントバトルの場合、主人公のラムザは強制参加となるが、ランダムバトルの場合、ラムザを含めた正式な仲間となった固有ユニットと汎用ユニットを自由に参加させることが可能（最大5人までなら参加人数は任意で行える）。また、イベントバトルに登場する敵ユニットのレベルは決まっているのに対し、ランダムバトルの敵ユニットのレベルは味方のレベルに応じて高くなっていく。そのため、味方のレベル上げとアビリティ習得による強化は、主にランダムバトルで行うのが基本となる。
本作に登場する装備品は、アイテム士のサポートアビリティ「メンテナンス」をセットしない限り、戦闘中に敵から盗まれたり破壊されて消失する可能性があるため、消耗品の意味合いが強い。また、消失した装備品は手元に戻ってくることはないため、貴重な装備品（主に「盗む」「アイテム発見移動」「密猟」でのみ入手可能な非売品）を消失したら取り返しのつかないことになる。
ランダムバトルに出現する可能性のある敵の人間ユニットの装備品は、レベルに応じて変化していくのと、主に店頭販売される装備品を占めている（弓使いのみ例外あり）。そのため、敵の人間ユニットのレベルが高くなるほど店頭販売される上位の装備品になる（レベルの高いナイトが出現した場合、チャプター4で購入可能な剣「ルーンブレイド」と盾「クリスタルの盾」をチャプター2の時点で装備していることがある）。ただし、敵の人間ユニットの装備品の種類によっては、最弱クラスの装備品が含まれていることもあるため、店頭販売される上位の装備品を必ず装備しているわけではない。

### ユニットの能力
HP/MP
本作には防御力の数値が無いため、HPは数値そのものがユニットの防御力を表している。MPは主に魔法を使うことで消費するが、アビリティ次第ではMPに直接ダメージを与えたり、本来HPに入るダメージをMPに変換することも可能。また、ジョブによって大きく変化し、装備品によって上昇する割合も大きい。
AT
攻撃力。物理ATと魔法ATがある。ジョブによって大きく変化する。『FFV』とは異なり、武器装備・魔法コマンドのアビリティを付けてもジョブでの数値から変化しない。
EV
回避率。C-EV・S-EV・A-EVの3種類があり、それぞれに物理EVと魔法EVが設定されている。3種類のEVの総合値がそのユニットの回避率になり、リアクションアビリティに「装備武器ガード」がセットされていた場合は、装備している武器の回避率も加えられる。
C-EVはそのユニットが元々持っている回避率。前方からの攻撃に対して適用される。ジョブによって大きく変化する。
S-EVは装備している盾の回避率。前方と左右からの攻撃に対して適用される。「装備武器ガード」による装備武器の回避率も、前方と左右からの攻撃に対して適用される。盾を装備していない場合は0になる。
A-EVは装備しているアクセサリーの回避率。前後左右からの攻撃に対して適用される。回避率が設定されたアクセサリーを装備していない場合は0になる。
Speed
スピード。この数値に応じて、戦闘中CTが溜まっていく。Speedが高いユニットほどCTが溜まるのが早く、移動・行動できる回数が多くなる。ナイフ・弓・忍者刀での攻撃力及び、「盗む」「なげる」「狙撃」の命中率にも影響する。ジョブによってSpeedの補正値が大きく変化する。Speedが速い方が戦闘を有利に進めることができるが、Speedを上げ過ぎた状態で戦闘不能になった場合、カウントが速く減少するため、復活させるチャンスも少なくなってしまう。
Move・Jump
ユニットの移動能力を表す値。Moveは移動距離を、Jumpは段差を越える跳躍力を表す。Moveが高いほど一度の移動で遠くまで移動することができ、Jumpが高いほど乗り越えられる段差が高くなり、飛び越えられる水平距離が伸びる（ノックバックによる落下ダメージを抑えることも可能だが、段差を無視したムーブアビリティは落下ダメージの軽減対象にならない）。たとえMoveの値が高くても、Jumpの値が低いと段差のある地点を回りこんで移動しなければならない場合もある。ジョブによって大きく変化し、靴やアビリティを装備することで高めることができる。成長させることは出来ない。
Brave・Faith
ユニットごとに存在する0-100で変化する個性の数値。バトル中に上げ下げした数値のうち、4分の1がバトル終了後に引き継がれるため、小数点以下は切り捨てとなる（4単位につき1が引き継ぎ基本値となるため、8上げた場合は2、10上げた場合も2、20上げた場合は5が引き継ぎ値になる）。そのため、ユニットの離反に影響しない数値を限界まで上げ下げした場合、Braveの最高基本値は97、Faithの最低基本値は3である。ただし、ラムザのみFaithを97まで上げることが可能なため、両方とも97まで両立させることが可能になっている（主人公の立場上、離脱することがないため）。
Braveはユニットの勇気を表す。高いほど素手・騎士剣・刀での攻撃力が上がり、一部アビリティの成功率が上昇する。低すぎる場合（Braveが10未満）、操作できず逃げ回るだけのチキン状態となり、また、ユニットが離反してしまうことがある（ボスクラスのユニットの場合、チキン状態にならず普通に行動するが、Brave数値はそのまま反映される）。チキン状態となったユニットは、アクティブターンが回るとBraveが1ずつ回復し、10になると元に戻る。ただし、「アイテム発見移動」によるレアアイテムの拾得確率は100-現在のBrave値（ユニットのBraveが10の場合、10%の確率で通常枠に対して、90%の確率でレア枠となる）で計算されるため、レアアイテムを手に入れるにはBraveが低いユニットも必須である。
Faithはユニットの信仰心の高さを表す。高いほど魔法攻撃力が高くなり、回復魔法での回復量も増えるが、同時に魔法によるダメージも増加する。低い場合はその逆で、0になると魔法の効果は一切無効になる。高すぎる場合（Faithが95以上）、ユニットが離反してしまうことがある。マラークの裏真言及び、獅子戦争で追加された暗黒騎士専用の暗黒剣は、Faithが低いほど攻撃力が高くなる。
星座
ユニットを守護している星座。星座間には相性があり、ダメージや回復量・コマンドの成功率などに補正がかかることがある。主人公のみ、最初のプレイヤーメイクで決める誕生日によって星座を決めることができる。

### ユニット
本作では戦闘に参加するキャラクターをユニットと呼ぶ。ユニットには人間とモンスターの2種類が存在し、さらに人間には男性ユニットと女性ユニットの分類がある。また、特定のユニットはそのユニット専用のジョブを持つ。専用ジョブを持たないユニットを特に「汎用ユニット」と呼び、固有のキャラクターとして物語に係わることは少ない反面、ジョブチェンジでその外見が変わるのは汎用ユニットのみである。逆に、ストーリー中で何らかの役割を担うキャラクターは専用ジョブを持っていることが多く、ジョブチェンジしても専用ジョブでの姿から変化しない。ユニットの名前は冒頭の主人公（ラムザ）と後述の戦士斡旋所での汎用ユニット登用時以降は変更不可能で、汎用ユニットの性格・個性もデフォルト名毎に決められていて、ユニットを一から自由にキャラメイクするのは出来ない仕様になっている。後は好みや戦略に合わせたプレイヤーの育成によって能力の成長度合いが決まる。
除名
味方ユニットをパーティから離脱させること。味方ユニットの上限は16名とされ、16名いる状態で新しく仲間を加える場合は既存のメンバーを除名しなければならない。なお、主人公のラムザとゲストユニットは除名することはできない。
ゲスト
操作できないNPCの味方ユニットを、本作ではゲストと呼ぶ。ディリータやアグリアス・ガフガリオンなど、主にラムザに同行することでストーリーの本筋に係わるキャラクターはゲストユニットとして扱われる。装備やジョブ・アビリティの変更は可能だが、除名することはできず、戦闘の参加・非参加も自動で決定される。基本的にランダムエンカウントには出撃しない。

#### ジョブ・アビリティシステム
本作では戦闘に登場する全てのユニットにジョブが設定されている。本作ではアビリティが「アクションアビリティ」「リアクションアビリティ」「サポートアビリティ」「ムーブアビリティ」の4つに整理されており、キャラクター1人につきジョブの固有アクションアビリティと、4種類のアビリティを1つずつ装備することができる。
アビリティは戦闘中に行動することによって手に入るJP（ジョブポイント）を消費することによって習得できる。JPはジョブごとに蓄積されていき、JPが一定まで上がるとジョブレベルがアップし、それによりチェンジできるジョブが増えていく。
また、キャラクターがクリスタル化した場合にそのクリスタルを入手することでキャラクターが覚えているアビリティの一部を継承することができる。
アクションアビリティ
「行動」の際に使用するアビリティ。ユニットのジョブ固有のアクションアビリティのほかに、今までに修得した他のジョブのアクションアビリティをセットすることができる。
リアクションアビリティ
特定のタイミングで自動的に効果を発揮するアビリティ。敵から攻撃を受けたときに武器攻撃で反撃する「カウンター」や、敵の攻撃を装備している武器で弾き返す「装備武器ガード」などがある。Braveの値がそのまま発動確率になっているものが多い。
サポートアビリティ
セットするだけで効果を発揮するアビリティ。「剣装備可能」のような装備アイテムを増やすものや、「攻撃力Up」のような能力を向上させるものなど、様々な種類がある。
ムーブアビリティ
動ける距離や、ジャンプの高さを伸ばすなど「移動」に係わるアビリティ。「Move+1」「Jump+1」のように単純に移動能力を増すものや、歩くたびにHPが回復する「HP回復移動」などがある。
ジョブ特性
セットされているアビリティとは別に、そのジョブに元々備わっているアビリティ。例えば、「二刀流」のジョブ特性を持つ忍者はサポートアビリティの「二刀流」をセットせずとも2つの武器を装備できる。また、大抵のモンスターはジョブ特性として「カウンター」を備えており、宙に浮いているモンスターは「浮遊移動」、飛んで移動するモンスターは「飛行移動」のジョブ特性を備えている。中にはエルムドア専用ジョブであるアークナイトのように、ジョブ特性にメンテナンスを備えているにもかかわらず、ジョブのヘルプメッセージを閲覧してもジョブ特性を直接確認することができないジョブも存在する。

#### モンスター
本作では、モンスターの種類もジョブとして扱われる。例えばチョコボの場合、そのユニットは「チョコボというジョブに就いている」ものとして扱われる。モンスターのユニットは人間ユニットのようにジョブチェンジやアイテムの装備ができず、新たにアビリティを修得することも無い。最初からいくつかのアクションアビリティがセットされており、そのアビリティとジョブ特性として備えているアビリティのみ使用できる。一定の条件を満たすと、一時的にアクションアビリティが増える。

### 戦士斡旋所
本作はゲームスタート時から男女各3名ずつの汎用ユニットが仲間になっているが、各町や城の戦士斡旋所でお金を支払う事で仲間を増やすことができる。なお、戦士斡旋所で仲間になるのは全て人間の汎用ユニットであり、専用ジョブを持つユニットやモンスターを仲間にすることはできない。雇う仲間は男性ユニットか女性ユニットかを選ぶことができ、男性ユニットは物理ATが、女性ユニットは魔法ATが高いのが特徴。

### 儲け話
本作中に、ミニゲーム的要素として登場するのが儲け話である。儲け話は各町や城の酒場で仕事を請け負い、自分のパーティの中から汎用ユニットを数名派遣、数日後に報酬を受け取るという流れになる。

#### 請け負いまでの流れ
滞在した町の酒場で「儲け話を聞く」を選択すると、マスターからいくつかの仕事が呈示される。その際、仕事の概要を確認できるが、ランダムでマスターから仕事に関するヒントが出されることがある。請け負う仕事を決定すると、派遣日数と派遣ユニットの選択画面になり、請け負ってから規定日数以上が経過すると仕事が終了する。また、仕事をうける際にいくらかを支払う必要があるので、仕事の結果によっては赤字になる場合もある。規定日数以上が経過していないにもかかわらず、派遣した汎用ユニットを戻したい場合は酒場に行けば呼び戻せる。ただし、その場合儲け話は途中放棄となり、完遂することはできない。

#### 完了と報告
仕事を終了すると、請け負った町の酒場にユニットが戻っているので、そこで仕事の結果を聞くことができる。成功か失敗か、どのくらいの報酬があったのかなどを確認でき、また、このときに財宝（後述）の有無を知ることができる。戻ってきた汎用ユニットにはアビリティポイントが加算され、効率良くアビリティを成長させる際にも儲け話は利用される。仕事の成功失敗の条件は、必要ジョブ、必要レベルなど仕事によって違う。例えば、アイテム士が必須ジョブの仕事にアイテム士のユニットが派遣されていれば成功となり、報酬金額も高く財宝も手に入れることができる。

#### 財宝
財宝とは、儲け話の後に手に入れることができるアイテムで、メニューから閲覧できる。ただし、普通のアイテムのように使用することはできない。財宝の中には書物のようなものもあり、中を読むことによってノベルゲームができるようになる。また、財宝のほかにも仕事の結果として秘境を発見することもあり、財宝や秘境を多く発見することで、酒場の主人から「冒険家Lv1」などの称号が与えられる。

### ブレイブストーリー
ブレイブストーリーはマップ画面のメニュー欄で確認することができる項目の一つ。それまでの冒険のイベントや人物、儲け話や入手した財宝などのあらゆる事柄が記録されている。また、人物の説明文はイベントが進むごとに最新の内容に更新され、移動日数に伴い年齢も重ねていく。

## 登場人物
アラズラム・J・D
物語の語り部。本作のストーリーである獅子戦争から数百年後に生きる歴史学者。彼が「デュライ白書」を入手し、真実を紐解くところから本作が始まる。
ラムザ・ベオルブ
本作の主人公。ラーグ公に仕える名門貴族ベオルブ家の末弟。2人の優秀な兄に対してコンプレックスを持っている。優秀な兄弟とは腹違いだが、父であるバルバネスによく似ていると言われる。
ディリータ・ハイラル
ラムザの親友。平民の出でありながら獅子戦争を終結させた英雄王とされる。
アルマ・ベオルブ
ベオルブ家の末妹で、ラムザの妹。生まれてから修道院で過ごしている。
オヴェリア・アトカーシャ
先代国王と側近との間に生まれた王女。アルマとは修道院で共に過ごす仲である。

## 設定・用語

### 国家
イヴァリース
物語の舞台となる国。略称「畏国」。具体的な国土の面積は不明だが、十数日掛ければ徒歩で国を横断できることから、それほど大きな国ではないことが窺える。
なお、『ファイナルファンタジータクティクスアドバンス』、『ファイナルファンタジーXII』では世界名として「イヴァリース」で物語が展開される。イヴァリースでの物語ではないが、『ベイグラントストーリー』も、同じ世界の上で物語が構成されている節が見える。
オルダリーア
イヴァリースに隣接する東の大国。略称「鴎国」。五十年戦争の時は畏国に首都の近くまで攻め込まれている。
ロマンダ
イヴァリースの北西に位置する国。略称「呂国」。五十年戦争の時は鴎国に味方して参戦した。

### 戦争
五十年戦争
イヴァリースとオルダリーアの間で起こった戦争。開戦の契機は、当時の鴎国（オルダリーア）の王位継承者に対して、先王と血縁関係があった畏国（イヴァリース）が異を唱えた事による。しかし内実は鴎国領ゼラモニアをめぐる領土問題であり、元々独立国であり、鴎国の支配を良しとしないゼラモニアが、鴎国の弱体化を狙う畏国に働きかけたのが真相でありイヴァリースから仕掛けた侵略戦争となる。
開戦当初は畏国が優勢であり、鴎国首都ブラを陥れる勢いであったが、途中で畏国王デナムンダ2世が病没、畏国軍の統率はわずかな乱れで済んだものの、鴎国側がそれを見逃さず反撃し、国内から畏国軍を掃討し、ゼラモニアまで退却させる事に成功する。
二年間の膠着を経て、鴎国は呂国（ロマンダ）に介入を求める、呂国は、畏国に侵攻。二国を相手取った畏国であったが、畏国王デナムンダ4世は勇猛果敢な人物であり、バルバネス、シドが率いる北天、南天騎士団の活躍目覚しく、強兵の呂国の侵攻を許さず、黒死病の流行もあって、呂国は三年後に撤退する。再び畏国は鴎国に侵攻するものの、すでに両国内では一揆、内乱が頻発して戦争の継続が困難な状態となり、再び膠着状態となる。
長い膠着の最中、畏国王デナムンダ4世が病没（暗殺説もあり）、後を継いだオムドリア3世は病弱で、性格的にも能力的にも国王には不適格な人物であり、五十年戦争の敗因を彼に求める史家も多い。反面、鴎国のラナード王子は手腕家のようであり、自ら軍を率いてゼラモニア駐屯の畏国軍を一掃、さらに畏国側に侵攻を開始する。しかし、畏国軍の主力は健在であり、特に北天騎士団を率い、多くの戦局を覆した天騎士バルバネスの存在は脅威と見なされた。
しかし結局の所、両国共に疲弊し、これ以上の戦争は無益と判断し、和平が落としどころとなった。和平条約が結ばれたが、戦況はオルダリーア優位であり、戦争を仕掛けて何も得る事が無かった、事実上イヴァリースの敗北となった。長く続いた戦争の結果、王家の力は弱まって獅子戦争の引き金となり、また、恩賞が払われなかったために骸旅団（むくろりょだん）のように戦争時の義勇軍が匪賊となる原因ともなった。ゲームの舞台は五十年戦争終結後のイヴァリースとなる。
獅子戦争
五十年戦争の後に勃発したイヴァリースの内戦。名目上はオリナス王子とオヴェリア王女による王位継承を巡る内戦だが、実質的にはオリナスを総大将とするガリオンヌ領領主ラーグ公と、オヴェリアを総大将とするゼルテニア領領主ゴルターナ公による権力争いである。2人の公爵が共に獅子を家紋とすることから獅子戦争と名付けられた。五十年戦争の直後に勃発した獅子戦争は、疲弊した平民に追い打ちをかけた。この戦乱を収め、玉座に着いたディリータ王の話は英雄譚として後世まで語り継がれているが、「デュライ白書」では真の英雄は歴史には名を残さないラムザ・ベオルブだとしている。
実は獅子戦争は五十年戦争で低下したグレバドス教会の支配力を取り戻すため、教皇フューネラルV世の策謀により勃発したものである。五十年戦争で貴族と王室に対する平民階級の人民の信用と忠誠心・求心力は地に落ちており、それに畳み掛けるように内戦を引き起こして両勢力の軍事力を削ぎ落とし、人民の貴族への不信に決定打を打ったところで教会が両勢力の「仲介者」として間に入り戦争を終結させる。その後、太古に世界を救ったと伝承されている伝説の聖遺物「ゾディアックストーン（聖石）」で人心を獲得し、自分の思い通りになる王族を新しい最高権力者として据え置き、傀儡政権を誕生させ、その後ろに清廉潔白を装った教皇が陣取りイヴァリースを支配する。これが教皇の計画だったのだが、最終的にはディリータが「英雄王」として王座に着き、教皇の策謀は失敗に終わる。

### 組織
北天騎士団
ガリオンヌ領の領主ベストラルダ・ラーグ公爵が擁する、イヴァリース最強の騎士団。三百年の伝統を誇るガリオンヌの騎士の名門ベオルブ家出身の騎士が、代々団長を務める。特に近年の二代の団長、バルバネスとザルバッグは五十年戦争の英雄として名高い。また、ラーグ公は北天騎士団以外に直属の近衛騎士団も擁している。バルバネスが団長の時代は15万人程度の兵力を擁していた。
南天騎士団
ゼルテニア領の領主ダクスマルダ・ゴルターナ公爵が擁する騎士団。その規模・戦力から北天騎士団と双璧を成すイヴァリース最強の騎士団とされる。現在の団長は「雷神シド」の異名を持つ五十年戦争の英雄シドルファス・オルランドゥ伯。
なお、本編では登場しないが、「東天騎士団」も存在する（ガフガリオンのプロフィールの中でのみ登場）。
骸旅団
貴族に対しテロ行為を行っている革命集団。元々は「骸騎士団」という平民の義勇兵で結成された騎士団で、五十年戦争の末期には正規の騎士団と何ら変わりない働きをした。しかし、イヴァリースが五十年戦争に敗れ、ろくに恩賞が払われなかったことから、貴族が支配するイヴァリースを変えようとする革命集団となる。リーダーはウィーグラフ・フォルズ。
一般的には盗賊団と認識されており、事実、旅団員の中には盗賊さながらの行為を犯すものも少なくないなど、決して一枚岩の組織ではない。
ルザリア聖近衛騎士団
アトカーシャ王家直属の近衛騎士団。アグリアス・オークスが所属している。
ランベリー近衛騎士団
ランベリー領主エルムドア侯爵直属の近衛騎士団。魔法都市ガリランドへ向かうエルムドア侯を護衛したが、マンダリア平原にて骸旅団の強襲を受けて騎士見習いのアルガス・サダルファスを除いて全滅した。
バート商会
貿易都市ウォージリスを拠点に活動する貿易商。孤児院への寄付や橋の建設などで地元民からの評判が高いが、裏では阿片や奴隷の密売も行う犯罪組織。代表者はバート・ルードヴィッヒ。
黒羊騎士団
ゼルテニア貴族グリムス男爵が組織している騎士団。ラムザと袂を別ったディリータがグリムス男爵の副官として所属している。後にディリータを団長として再編成される。
亮目団
骸旅団と同様の元騎士団の革命集団。農民を煽りゼルテニアで一揆を起こさせるなど、貴族に対するテロ行為を行っている。後のラムザとディリータの会話から、実際には教会が裏で操っていたものと思われる。作中では名前のみ登場。
爆裂団
ゲルミナス山岳を拠点とする山賊集団。異端者であるラムザの賞金首目当てに襲い掛かる。
ライオネル聖印騎士団
ライオネルのアルフォンス・ドラクロワ枢機卿およびその後を継いだブレモンダ・フリートベルク司祭が擁する騎士団。規模は不明だが、PSP版『獅子戦争』では50年戦争で活躍したと思しき記述も見られる。ベイオウーフ・カドモスはこの騎士団の元団長。現在の団長はアーレス・ローゼンハイム。
カミュジャ
フォボハム領主バリンテン大公が、戦災孤児たちの中でも才能のある者を集め、英才教育を施して作った暗殺者集団。ラファやマラークが所属していた。

#### グレバドス教会
神の御子「聖アジョラ」を主神とするイヴァリースの国教。かつては事実上、国王以上の権力を誇っていたが、現在は五十年戦争の影響で支配力が低下している。
神殿騎士団
グレバドス教会が独自の軍事力として擁する騎士団。騎士団員一人ひとりの錬度は、正規の軍隊と比べても何ら遜色は無い。団長はヴォルマルフ・ティンジェル。
ゲルモニーク聖典
金目当てに聖アジョラを密告し、処刑させた裏切り者・聖アジョラの十三番目の使徒ゲルモニークが執筆したとされる書物。その中には聖アジョラの真実が記されているとされ、書物の存在は示唆されていたが、長年行方不明となっている。オーボンヌ修道院の院長シモンが地下書庫で発見したが、彼はその事実を隠蔽し、長い年月をかけて独自で解読していた。現世と死都との入口の封印を解く「デジョン」の呪文が記された魔道書でもある。
デュライ白書
物語の登場人物であるオーラン・デュライが、ラムザと出会ってからの出来事を記した書物。ルカヴィや聖アジョラについての真実が書かれており、教会にとっては権威を失墜しかねない内容だった。そのため、公表されるや禁書として教会に封印され、執筆者を異端として処刑している。ゲームのストーリーは、オーランの子孫であるアラズラムがデュライ白書を繙いて真実を追い求めるという形で進行する。
異端者
グレバドス教会より、邪教を崇拝すると断定された人物。異端者と見なされた者には異端審問官が派遣され、本当に異端者かどうかを徹底的に追及される。教会の影響力が大きいイヴァリースにおいて、異端者は悪魔に魂を売った邪悪な人物と同義であるため、異端の烙印を押され、悪魔のごとき扱いを受ける。異端者かどうかの裁定権は教会にあるため、教会にとって異端者とは都合の悪い人物を合法的に抹殺できる手段でもある。

### ゾディアックブレイブストーリー
イヴァリースに古くから伝わる伝説。内容は、遥か昔、イヴァリースがまだルザリア・ガリオンヌ・ゼルテニア・フォボハム・ランベリー・ライオネル・ミュロンドの7つの国に分かれていた頃、世界の覇権を狙うミュロンド王が魔界から召喚した「ルカヴィ」を、どこからとも無く現れた聖石を携えた12名の勇者「ゾディアックブレイブ」が撃退するというものである。その後もイヴァリースが危機に瀕するたびに、聖石を携えた勇者が現れたという。
ゾディアックブレイブの伝説には聖アジョラの伝説も含まれているため、イヴァリースの国教であるグレバドス教でも語られているが、一般的には御伽噺だとされており、余程敬虔でない限り、グレバドス信者でも御伽噺と認識している（アグリアス、メリアドールなど）。
ルカヴィ
ゾディアックブレイブストーリーに登場する、強大な力を持った不死身の魔物。ルカヴィとは「悪魔」の意味。
聖石同様、黄道十三宮の星座を司る計13体のルカヴィが存在しているが、本編に登場するルカヴィはサブイベント含めても7体のみである。これはラムザが残りの聖石を神殿騎士団より先に回収したことと、聖石を所有していたイズルード・メリアドールが「相応しい肉体」ではなかったためである。
また彼らは『FFXII』では「闇の異形者」という名で召喚獣として登場している。
ゾディアックストーン（聖石）
ゾディアックブレイブストーリーに登場する、12名の勇者が携えた石。ルカヴィを凌ぐほどの「御力」が備わっているとされている。
12の聖石は黄道十二宮の星座を司っており、ゾディアックブレイブストーリーの名前の由来ともなっている。
ゾディアックブレイブストーリーは一般的には御伽噺と認識されているが、近年、聖石と思われる石がイヴァリースで発見されているため、ゾディアックブレイブストーリーが事実であると言う見方も出始めている。
また、ディープダンジョンにて伝説には登場しなかった13番目の聖石「サーペンタリウス」の存在も判明した。

## 備考
- 『FFVII』の主人公であるクラウドがゲスト出演する。同作品のエアリスも、名前・姿・初登場シーンともに同じであるが、別の人物として登場する。
- 『タクティクスオウガ』のファンと『FFT』のファンが、この作品の是非を巡りネット上で大論争になったことがある。これを受け企画者の松野泰己は渦中の電子掲示板でクエスト退社は自らの意志であると、スクウェアの引き抜き疑惑について自ら否定した。
- アスペクト社出版の攻略本（通称: 黒本）は誤字や明らかなミスが多い。特に、不可能であるにもかかわらず初版発行時に「エルムドアから源氏シリーズと正宗を盗める」と記述した（後の版では修正された[8]）。
  - 解説すると、エルムドアのジョブ「アークナイト」は、盗むやブレイクなどの装備品への攻撃を無効化するアビリティ「メンテナンス」をジョブの固有アビリティとして持っているため（ゲーム中には表示されない）、「盗む」が成功する確率は強制的に0%となる。このことから源氏シリーズは通常のプレイで入手することは不可能である。しかしこの攻略本や一部の雑誌では「表示は0%だが、実は小数点以下で判定が存在する」と記述していた。小数点以下で判定が存在する場合、成否判定の表示は必ず“ゲット ○○%”という表示になる。正宗は敵忍者が投げてきたものをキャッチすることで入手可能、後に発売された『チョコボの不思議なダンジョン』の体験版に付属していたスクウェア作品のデータ集に全アイテム所持のものがある。
  - 攻略本の記述は開発側でも認識しており[9]、前廣和豊は、伊藤裕之が攻略本の編集プロダクションに対し、うその情報を提供したとほのめかした[10]。前廣は、伊藤が偽情報を提供した理由について、「攻略本編集者が検証せずに掲載することに苛立ったため」と述懐した[10]。松野はこれに対し「出版社も締め切りなどがあるから」「もう20年前だし」と擁護した[10]。
  - 『獅子戦争』では一定の条件で入手可能だが、『イヴァリース クロニクルズ』では入手不可能と明言されている[9]。
- 人間を殺害する流血描写があることから、CEROではB指定となっている。
- 主人公の名前を｢BGMききたい｣にすると、サウンドテストモードに変わる。

## メインスタッフ
- 坂口博信 - プロデューサー
- 松野泰己 - ディレクター・脚本
- 伊藤裕之 - ゲームデザイン
- 皆川裕史 - アートディレクション
- 吉田明彦 - キャラクターデザイン
- 崎元仁 - コンポーザー
- 岩田匡治 - コンポーザー
  - 三井ゆきこ サウンドノベル作曲
  - 三浦優子 - 同上
- 皆葉英夫 - アーティスティックスーパーバイザー

## ファイナルファンタジータクティクス 獅子戦争
『ファイナルファンタジータクティクス 獅子戦争』（英語：FINAL FANTASY TACTICS: The War of the Lions）は2007年5月10日にスクウェア・エニックスより発売されたPlayStation Portable用のシミュレーションRPG。
データ保全の問題やオリジナル版のスタッフが別業務で関わっていないため、フレームレートなど一部の挙動が安定していない。

### 変更点
基本的な内容はPS版に準じるが、移植に際して大小様々な変更が加えられている。主なものを以下に示す。
- 「たまねぎ剣士」や「暗黒騎士」などの新ジョブ、『FFXII』のバルフレアや『ファイナルファンタジータクティクス A2 封穴のグリモア』のルッソなどの新キャラクター、新アイテムや新イベントが追加された。また、PS版でも登場したクラウドを仲間にできる時期が早められている。
- タイトル画面で待った後に流れる概要ムービーがカットされた。
- ストーリーの要所要所ではセルシェーディングによって原画の微妙な筆遣いを再現したCGムービー（神風動画の制作[9]）が流れるようになった（海外版では英語のボイスが追加された）。
- PSP版ならではの追加要素として、プレイヤー同士での通信対戦や共同戦線ができるようになった。
- 「最大雇用人数が24人まで増加」「リオファネス城でのウィーグラフ戦が若干調整」「源氏シリーズが入手可能」「『剛剣』が相手の装備状況に関係なくダメージを与えられる」「『真言』『裏真言』『ホーリーブレス』などランダム攻撃術の強化」などの変更がなされた。
- ディープダンジョンへ出撃する際、「nogias」などのフォントが変更された。
- PSP版は処理能力の関係か、技のエフェクトが遅くなっている。「サンダーソウル」などの技もエフェクトの後に音が鳴ったり、その音も電子音のようなものに変わっていたりと変更されている。

### iOS版での変更点
PSP版とは以下の点が異なる。
- プレイヤー同士での通信対戦や共同戦線が削除[12]。代わりに、通信対戦や共同戦線限定のアイテムは全て、ゲームクリア後（同一端末にクリアデータがあれば、第3章開始時）に個数無制限で入手できるようになった。
- 技のエフェクトの速度遅延が改善された。ただし、その改善策はモーションのフレーム数を削るという原始的な手法のため、キャラクターの動きが従来に比べせわしなく見える[独自研究?]。
- バトル中に中断セーブすることができ、ターン毎にオートセーブもされている。着信など不慮の中断があった場合、オートセーブされている中断データからゲームを再開できる。ただし、ゲームを再開すると中断データは消えてしまい、再開したターンが終了するまでは中断データは存在しない状態となる。

## ファイナルファンタジータクティクス - イヴァリース クロニクルズ
『ファイナルファンタジータクティクス - イヴァリース クロニクルズ』（英語：FINAL FANTASY TACTICS: THE IVALICE CHRONICLES）は2025年9月30日発売予定のゲームソフト。対応プラットフォームはNintendo Switch 2・Nintendo Switch・PlayStation 5・PlayStation 4・Xbox Series X/S・Steam。
『ファイナルファンタジータクティクス』のリマスター作品。オリジナル版を極力再現した「クラシック」と、UIを刷新しシナリオの加筆・修正が施されフルボイス仕様となった「エンハンスド」の2種類のモードが収録される。
原典であるPS1版に則し、『獅子戦争』など過去のリメイク作品における追加要素は不採用としている。一方でオリジナル版のドット絵らしさと高解像度の両立、マルチプラットフォームへの対応のため細かな調整を施すなど単なるリマスターではない。また『獅子戦争』のCGムービーはおまけとして収録されている。攻略本の誤記を考慮し源氏シリーズを盗めるようにすることも検討されたが、成功率が低い行動を繰り返すことはシミュレーションRPGの演出として悪いと判断され、盗めないことになった。
「クラシック」は完全移植ではなくオートセーブの追加やバグの修正など快適性の向上を実施している。また画面をオリジナルの4:3からややワイド化しつつ、オリジナル版のやや横長のドットと同じ見た目になるように調整し、ブラウン管テレビで遊んでいた当時の感覚を再現している。開発当初はブラウン管の走査線や歪みを再現する案もあったが断念された。キーボード操作に対応している。
「エンハンスド」は難易度を3つから選択できるようになっており、プレイ中にも切り替えできる。また魔法の詠唱時に公式のイントネーションが無いことが判明し、新たに設定された。キーボードとマウスでの操作に対応している。
本作はオリジナル版を準用の為『ファイナルファンタジータクティクス - 獅子戦争』で追加された新キャラ、ジョブ、サブイベントの追加は、無しとのこと。

## 関連商品
- ファイナルファンタジータクティクス オリジナルサウンドトラック